# 宮下太吉
宮下 太吉（みやした たきち、1875年〈明治8年〉9月30日 - 1911年〈明治44年〉1月24日）は、日本の共産主義者でアナキスト。
現人神信仰を排する目的で明治天皇の殺害を計画し、幸徳事件の事実上の首謀者である。大逆罪で処刑された12名の1人でもあった。

## 略歴

### 暗殺計画
山梨県甲府市若松町の出身で、実業補習学校を卒業後は東名阪などで機械工として勤務する。
1908年（明治41年）に愛知県知多郡亀崎町（現：愛知県半田市）の「亀崎鉄工所」で勤務していたところ、幸徳秋水が製作した「平民新聞」を読み、社会主義に感化された。太吉はそのまま平民社の人士と関わるようになり、赤旗事件の後に内山愚童の「無政府共産」を読んで天皇崇拝を否定する考えを固め、1909年（明治42年）に長野県東筑摩郡中川手村（現：長野県安曇野市明科中川手）の官立「明科製材所」へ異動してすぐ、明治天皇を暗殺するためとして爆弾を試作し、爆破実験まで行ったという。

### 最期
1910年（明治43年）5月25日、太吉は爆発物取締罰則違反容疑で逮捕された（明科事件）。太吉は同じく天皇暗殺を企てたとして逮捕された管野スガ・新村忠雄・古河力作と共に官憲によってフレームアップされ、大逆罪で起訴された。多数が秋水を首領にした「幸徳事件（大逆事件）」の端緒とした。
1911年（明治44年）1月18日、太吉は秋水らと共に大逆罪で有罪となり、死刑判決を受けた（当時、大逆罪は未遂・予備含めて死刑しか定められていなかった）。そして1月24日午後0時16分に市ヶ谷刑務所で処刑された。35歳没。墓所は山梨県甲府市相生三丁目の広沢寺にある。

## 山梨県での活動
山梨県では1906年（明治39年）に、宮崎民蔵や後に日本社会党を結成する堺利彦、森近運平ら太吉と共に来県した。宮崎らは山梨県において社会主義や無政府主義を紹介し、社会変革を求める県内の名望家らから一定の賛意を得て、小作層を中心に入党者を得ていた。
しかし、明治40年の大水害と大逆事件を契機に状況は一変し、運動は萎縮した。

## 参考史料
- 大杉彦助『山梨思想運動史』
- 小松芳郎『松本平からみた大逆事件』（信毎書籍出版センター、2001年 ISBN 4-88411-012-9）
- 渡辺順三 塩田庄兵衛共編『秘録大逆事件 春秋社 1959年